# Nueva Tierra Blanca
Nueva Tierra Blanca är en ort i Mexiko.   Den ligger i kommunen Chilón och delstaten Chiapas, i den sydöstra delen av landet, 800 km öster om huvudstaden Mexico City. Nueva Tierra Blanca ligger 846 meter över havet och antalet invånare är 199.
Terrängen runt Nueva Tierra Blanca är huvudsakligen kuperad. Nueva Tierra Blanca ligger nere i en dal. Runt Nueva Tierra Blanca är det ganska glesbefolkat, med 43 invånare per kvadratkilometer. Närmaste större samhälle är Jet-Já, 2,3 km öster om Nueva Tierra Blanca. I omgivningarna runt Nueva Tierra Blanca växer i huvudsak städsegrön lövskog.